# 芝大神宮

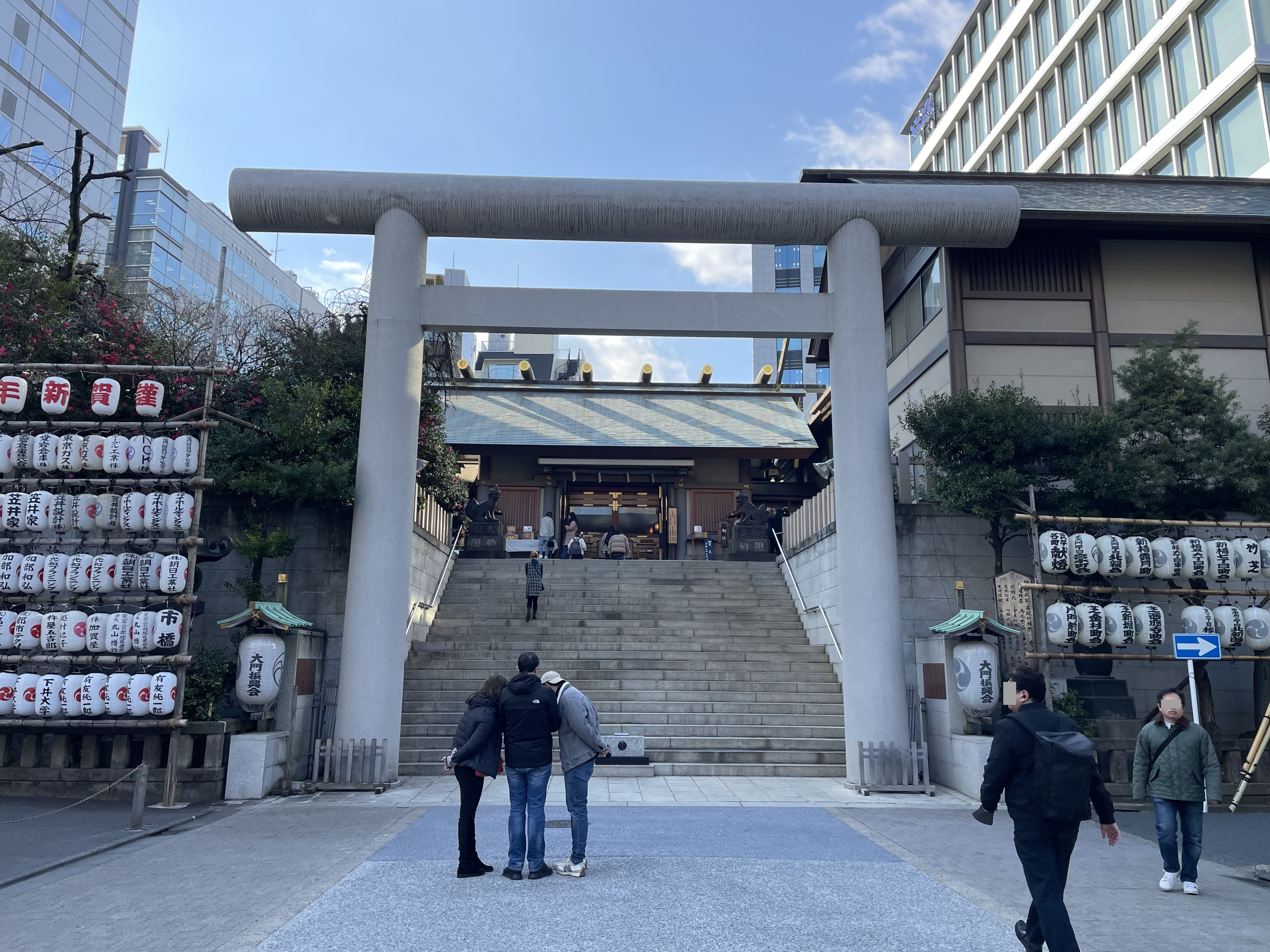
東を向いて建つ拝殿

芝大神宮（しばだいじんぐう）は、東京都港区芝大門一丁目に鎮座する神社である。一時期准勅祭社とされた東京十社の1社で、旧社格は府社。

## 社名
もともとは、単に「神明」あるいは「神明宮」と称していたが、武蔵国日比谷郷に鎮座していたことから「日比谷神明（日比谷神明宮）」と、また飯倉御厨（後の武蔵国飯倉庄）に鎮座していたことから、「飯倉神明（飯倉神明宮）」と、さらに芝の地に住民が居留して町の様相を呈するに及び「芝神明（芝神明宮）」とも称されるに至った。また別に、伊勢神宮の内外両宮の祭神を祀ることから、関東における伊勢信仰の中心的な役割を担い、「関東のお伊勢様」とも尊称された。明治維新にあたり、政府の教部省、太政官正院並びに東京府の許可のもと、明治5年8月30日（1872年10月2日）より、現今の神社名である「芝大神宮」を称す。

## 祭神
- 天照皇大御神 - 伊勢神宮内宮の主祭神である。
- 豊受大御神 - 伊勢神宮外宮の主祭神である。東京都内では珍しく「豊受大御神」の神札も授与している。
  - （相殿）源頼朝公
  - （相殿）徳川家康公

## 歴史
武蔵国に置かれた伊勢神宮の御厨である「飯倉御厨」（『神鳳鈔』）に創祀された神明社に起源を持つとされ、当初は飯倉山（現港区芝公園）に鎮座していた。社伝によれば、一条天皇の御代、寛弘2年9月16日（1005年10月21日）、伊勢の内外両宮を勧請して創建し、日向国鵜戸郡から得た「鵜戸石」と剣を神宝として奉納したといい、源頼朝は元暦元年（1185年）と建久4年（1193年）の2度に亘って神領を寄進し、特に後者においては自ら社参の上1300余貫の地を神田として寄進したという。その後中世には東国武家から厚く崇敬され、建武4年1月7日（1337年2月8日）には、足利尊氏の実弟直義が戦捷祈願に対する報賽の書状を奉納したほか（神社所蔵の伝直義執筆書状）、戦国時代には太田資長（道灌）の崇敬を受け、天正16年7月24日（1588年9月14日）には、北条氏直による柴村に対しての制札が発布された（この制札も神社所蔵）。また、豊臣秀吉も天正18年7月19日（1590年8月18日）あたりに、奥羽平定のために江戸を進発するに際して戦捷を祈願し、徳川家康も同年8月1日（8月30日）、江戸入府に際して社参、翌19年11月28日（1592年1月12日）、武蔵国日比谷郷に社領15石を寄進した。慶長3年（1598年）8月、増上寺が当神社の旧鎮座地（芝公園）へ移転することとなったため、現在地（港区芝大門）へ奉遷し、翌々5年9月1日（1600年10月7日）、家康は関ヶ原出陣に際し、社参して戦捷祈願をし、同19年から20年にかけての大坂の陣では、徳川方の戦捷祈願をするべく、将軍秀忠の正室お江与の方（崇源院）の代参として、家光の乳母である春日局が社参をしている。以後、歴代将軍家・幕府の庇護を受け、社殿の造営・修復等は幕命により執行するとともに、幕府より種々の祈祷依頼があり、大名による参詣等諸侯からも崇敬を受けた
。
また市井においては、東海道沿線で江戸市中と市外の境界線上（近くに金杉橋あり）に鎮座し、増上寺も隣接することから、江戸時代に入って参詣者が増え、江戸から出府する旅人にとっては道中無事を、入府する旅人にとっては道中無事の報賽をといった祈願が行われた。さらに江戸時代にはお蔭参りといわれる伊勢神宮への参拝が数多く見受けられるが、高額な旅費と長期間の旅程を要し、容易に行うことは難しかったため、代わりに伊勢神宮の祭神を祀り江戸市中に鎮座する当神社への参詣者が増えていったと考えられる。参詣者が増えれば、それを当て込んで参道に数々の出店が見られるようになり、茶屋、揚弓場、吹き矢、花の露屋（化粧品）、角力、手妻（手品）、軽業、剣術、富籤興行、岡場所・陰間などの風俗店や、芝居などの見世物小屋で賑わい、特に芝神明の太々餅は土産物として評判を呼び、名物となった。更に、江戸で出版された娯楽絵本の版元で、地本問屋として名を馳せた和泉屋市兵衛が天明頃（1781-89年）には当神社近隣に店を構えていたといわれ、この界隈はマスコミの拠点にもなっていた。なお、大永年間（1521-27年）に近村から出火し、大風に煽られた火災によって類焼したのを始めとして、近世にはしばしば大火に見舞われ、その度に再建されている。
明治元年（1868年）10月、明治天皇東幸の際、本社を内侍所として小休し、同年11月8日（1868年12月21日）、准勅祭社に指定され、翌2年（1869年）の長雨に際しては7月3日（8月10日）に朝廷より止雨祈祷の依頼があるなど厚遇されたが、明治3年9月1日（1870年9月25日）、准勅祭社制度の廃止に伴い、東京府の府社となった。明治9年（1876年）1月4日、火災により焼失したため、翌10年（1877年）3月に再建、大正12年（1923年）9月1日の関東大震災により倒壊延焼したため、昭和2年（1927年）8月、本殿等主要建造物を再建し、同13年（1938年）12月には完全再建されたが、同20年（1945年）5月26日に東京大空襲により焼失して終戦を迎えた。戦後は神社本庁に参加し、昭和22年（1947年）1月13日に本殿再建、同39年（1964年）9月12日には本殿再造営が完工し、平成17年（2005年）9月16日の例祭では、鎮座1000年を祝う「芝大神宮壱千年祭」を斎行し、併せて社務所等の改築を執り行い、現在の景観となる。

## 祭祀

### 神職
明治までは神主家2家と別当職（僧侶）が三頭体制で社務を執行し、別当が首座とされていた。神主職は創祀にあたって西東（さいとう）勝時が神職とされて以来、西東家が世襲し、11世紀末あるいは12世紀初頭に別家を立てて、2家の西東家にて継承して来たというが、文政年間（1818-1829年）に別家の西東家に後継者が出なかったため、北品川稲荷（現品川神社）の神主小泉家より迎え、家名小泉をそのままとして以降、西東・小泉の2家となった。神主の下には、大禰宜（鏑木家当主代々継承）・禰宜（定員七名。守屋、中原、多田、増尾、為川、河野、田中の七家があり、各当主が代々禰宜を継承）・社地役人（川嶋家代々当主継承）がいた。また別当職は、比叡山延暦寺の末寺、また東叡山寛永寺の末寺であった臨海山遍照寺金剛院で、寺伝によれば建久5年（1194年）に芝海辺あたりに開基されたという。
明治元年、神仏分離政策により別当が廃され、神主が首座とされたが、その名称は同5年に「祠官」（祠官の下に「祠掌」が置かれた）、同27年（1894年）には「社司」（社司の下に「社掌」）に、さらに昭和21年（1946年）6月には、現行の宮司（宮司の下に禰宜）と変遷した。ちなみに明治以降の神主（宮司）は、明治7年（1874年）11月から同11年（1878年）5月までの稲葉正邦（祠官）、11年7月から翌12年（1879年）6月までと同15年（1882年）4月から22年（1889年）11月まで（祠官）、同28年（1895年）8月から30年（1897年）5月まで（社司）の諏訪忠誠のように、幕末の老中経験者が勤めたことはあるものの、概ね子爵が就任した。

### 氏子
氏子内の町会と大まかな現住所を示す。
- 新橋露月町町会（現・新橋四丁目と新橋五丁目そして東新橋二丁目の各一部）
- 新橋六丁目東町会（新橋五丁目と新橋六丁目そして東新橋二丁目の各一部）
- 新橋五・六丁目町会（新橋五丁目と新橋六丁目の各一部）
- 新橋七丁目町会（新橋六丁目と東新橋二丁目の各一部）
- 浜松町一丁目町会（浜松町一丁目の一部）
- 芝浜町会（浜松町一丁目と芝大門一丁目の各一部）
- 浜三町会（浜松町二丁目と芝大門二丁目の各一部）
- 芝浜四町会（浜松町二丁目と芝大門二丁目の各一部）
- 海岸一丁目町会（海岸一丁目）
- 芝大門一丁目北親会（芝大門一丁目の一部）
- 芝大門一丁目宮本町会（芝大門一丁目の一部）
- 芝大門二丁目中一町会（旧・中門前一丁目。現・芝大門二丁目の一部）
- 芝大門中二町会（旧・中門前二丁目。現・芝大門二丁目の一部）
- 中三三治会（旧・中門前三丁目。現芝大門二丁目の一部）
- 片門前町会（芝大門二丁目と芝公園二丁目の各一部）
- 芝公園二丁目町会（芝公園二丁目の一部）
- 芝金杉町会（旧・芝金杉町会・金三親和会・金四親生自治会・金杉川口町・金浜親睦会。現・芝一丁目と芝二丁目の各一部）
- 芝新堀町会（芝二丁目と芝三丁目の各一部）
- 芝西応寺町会（芝二丁目の一部）
- 北四国町会の一部（旧・三田四国東部町。現・芝三丁目の一部）
- 芝三丁目松本町会（芝三丁目の一部）芝松本町 - ウェイバックマシン（2003年6月28日アーカイブ分）
- 新門前睦会（旧・芝新門前町。現・三田一丁目の一部）
- 東麻布二丁目北新睦会（旧・麻布北新門前町。現・東麻布二丁目の一部）
- 東麻布三丁目町会（旧・新網一丁目。現・東麻布三丁目と麻布十番一丁目の各一部）
- 新二会の一部（旧・新網二丁目。現・麻布十番一丁目の一部）

### 年間祭事
例大祭（9月16日）
9月16日の例祭を中心に、9月11日から21日まで、神輿渡御などの各種神事が行われるが、それらが長期間「だらだら」と続くために、古来より「だらだら祭り」とも言われている。また期間中に生姜を授与しているところから、別名「生姜祭り」とも称した（後述「授与品」の節も参照）。
貯金祭（10月17日）
近隣地に現在のりそな銀行（旧あさひ銀行・旧協和銀行）につながる不動貯金銀行を設立し、貯金王と称された牧野元次郎（1874年-1942年）の偉業を称え、昭和32年（1957年）、当時の関係者により境内に貯金塚（碑文は、武者小路実篤筆）が建立され、以後、毎年、貯蓄・貯金の加護祈請を執行している。
節分祭（2月）
当日には、「半鐘祭」が執行される。これは、当神社の氏子域を管轄する江戸町火消しの「め組」衆が参詣し執行している。当神社は、文化2年（1805年）2月に境内で起こった「め組の喧嘩」の舞台であり、この半鐘を鳴らしたため騒ぎが大きくなったといわれる。半鐘は遠島処分になり明治時代になって当神社に戻ってきた。
| 1月 | 1日       | 元旦祭         | 6月  | 30日       | 大祓式（夏越） |
| 1月 | 第2日曜日 | 成人祭         | 9月  | 第三月曜日 | 敬老祭         |
| 2月 | 3日       | 節分祭         | 9月  | 11～21日   | 例大祭         |
| 2月 | 11日      | 紀元祭         | 9月  | 16日       | 例大祭祭儀     |
| 2月 | 23日      | 天長節（中祭） | 9月  | 秋分の日   | 秋分祭         |
| 3月 | 7日       | 祈年祭（大祭） | 10月 | 第3月曜日  | 体育祭         |
| 3月 | 春分の日  | 春分祭         | 10月 | 17日       | 神嘗祭         |
| 4月 | 1日       | 新事業祈願祭   | 10月 | 17日       | 貯金祭         |
| 4月 | 29日      | 昭和の日祭     | 11月 | 3日        | 文化の日祭     |
| 5月 | 3日       | 憲法記念祭     | 11月 | 23日       | 新嘗祭（大祭） |
| 5月 | 5日       | こども祭       | 12月 | 31日       | 大祓式（年越） |

## 摂末社
古くは境内外に多くの摂末社を所管していたが、現在は全て本殿に合祀されている。以下合祀以前の概況を述べる。

### 境内社
明治9年（1876年）1月の火災により焼失するまでの境内社に下記の摂末社（主祭神）が鎮座していた。
摂社
- 住吉神社（表筒男命・中筒男命・底筒男命）
古くは御手洗社と称し、戦前まで境内にあった泉頭という池泉の守護神として住吉三柱神を祀り、摂社としたものである（明治初期には、大綿津見命に祭神が変更された）。寛永10年（1633年）3月、3代将軍家光が鷹狩りに出向いた時、目にゴミが入って難渋していたところ、この池泉の水で目を洗うとたちどころに快癒したため、感じ入った家光は当神社への尊崇の念を篤くし、老朽化した社殿等の造営に着手したといい、一方、その評判を聞きつけた江戸市民も池泉に参詣して眼病快癒を祈請するようになって以来、眼病平癒に霊験がある神とされたという。

末社
- 春日神社（天児屋根命）
- 熊野神社（伊邪那美命）
- 須賀神社（須佐之男之命）
- 事代神社（事代主命）
- 氷川神社（健速須佐之男命）
- 八幡神社（応神天皇）
- 浅間神社（木花咲耶姫命）
- 市杵嶋神社（市杵島姫命）
- 諏訪神社（健御名方神）
- 天満神社（菅原大神）
- 淡島神社（少名彦名神）
- 宝禄稲荷神社（保食神）
- 福寿稲荷神社（和加産毘命）
- 稲荷社三社（宇賀魂神）

明治9年以後、合祀が行われたり、関東大震災などにより焼失したため、昭和11年（1936年）9月12日に改めて末社1社を再建し、全末社を合祀することとなり、大国主命、少彦名命、事代主命が祀られていたため、算賀（還暦・古稀・喜寿・米寿など）加護の社とされたが、これも第二次世界大戦の戦火で焼失した。

### 境外社
- 皆田稲荷
- 産千代稲荷
- 潮干稲荷
- 智童稲荷

## 授与品
- 千木筥（ちぎばこ） - 現在は千木が「千着」に通じることから、女性の衣服が増えるとして、入学祝い・成人祝い・就職祝い・結婚祝い・出産祝い等の贈り物として受ける傾向があるが、神社建立の際の余材である千木を用いて米櫃を作ったことに起源を持つとか、餅を盛った器（餅器「もちき」）の「も」を略して千器といったとかの諸説がある[注釈 7]。また千木筥の中には豆が入っており、部屋に吊るしておくと、雷除けになるともいう。
- 芝神明生姜 - 当神社創建の時代、周辺には生姜畑が繁茂していたため、これを神前に供えたといい、その撤下を食すと風邪に罹りにくくなるとの評判が生じ、爾来、例祭期間中に生姜を授与するようになったという。

## 文化財
長沢芦雪筆人物図港区指定有形文化財（絵画）
紙本着色箱根詣図 建部巣兆筆港区指定有形文化財（絵画）
神楽面 付「神楽面目録」港区指定有形文化財（彫刻）
神楽面港区登録有形文化財（彫刻）
足利直義御教書港区指定有形文化財（古文書）
吉良氏朱印状港区指定有形文化財（古文書）
伊奈半十郎忠治書状港区指定有形文化財（古文書）
御定書港区登録有形文化財（古文書）
別当・神主等申状 案港区登録有形文化財（古文書）
銅燈籠港区登録有形文化財（歴史資料）
芝大神宮の力石港区指定有形民俗文化財
め組の半鐘港区登録有形民俗文化財

## アクセス
- JR山手線・京浜東北線浜松町駅　徒歩5分
- 都営浅草線・大江戸線大門駅　徒歩1分
- 都営三田線御成門駅　徒歩5分